# NBA 35주년 팀
NBA 35주년 팀(영어: NBA 35th Anniversary Team)는 1980년 10월 30일에 NBA 출범 35주년을 기념하여 선정한 올스타이다.

## 선수 명단
| 이름           | 포지션      |
| -------------- | ----------- |
| 카림 압둘 자바 | 센터        |
| 엘진 베일러    | 포워드      |
| 윌트 체임벌린  | 센터        |
| 밥 쿠지        | 가드        |
| 줄리어스 어빙  | 포워드      |
| 존 하블리첵    | 포워드/가드 |
| 조지 마이컨    | 센터        |
| 밥 페티트      | 포워드      |
| 빌 러셀        | 센터        |
| 제리 웨스트    | 가드        |

- 감독 : 레드 아워백

- 1966~1967시즌 필라델피아 세븐티식서스가 최고의 팀으로 선정되었다.
- 빌 러셀이 최고의 선수로 선정되었다.

## 같이 보기
- NBA 25주년 팀
- NBA 위대한 50인 선수
- NBA 75주년 팀